# Victor Audouin

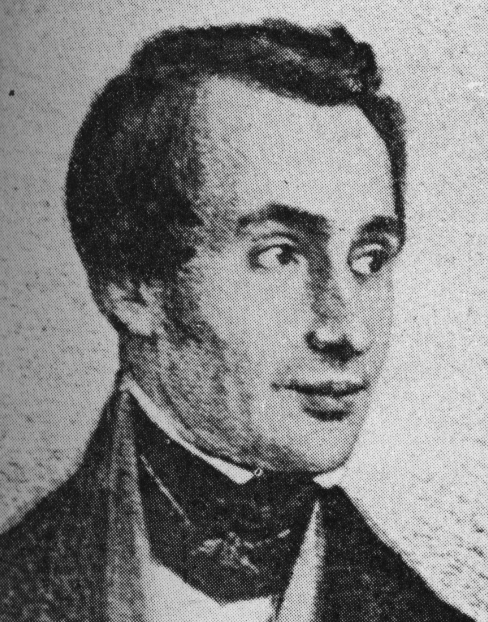
Victor Audouin

Victor Audouin, eigentlich Jean Victor Audouin, oftmals auch Jean-Victor Audouin, (* 27. April 1797 in Paris; † 9. November 1841 ebenda) war ein französischer Naturforscher, Entomologe und Ornithologe.

## Leben
Seine Eltern waren Victor-Joseph Audouin (1762–1848) und Jeanne-Marie-Pierrette Enée (1774–1837). Sein Vater war im diplomatischen Dienst und die Familie zog häufig um. Er ging zunächst in Reims zur Schule, dann in Paris und auch im italienischen Lucca. Nach Paris zurückgekehrt besuchte er das Lycée Louis-le-Grand. Audouin begann zunächst Jura zu studieren, wechselte aber aus Interesse an der Naturgeschichte über die Medizin zur Zoologie und wurde 1824 Assistent des Entomologen Pierre André Latreille am Muséum national d’histoire naturelle. 1826 wurde er mit der Schrift Prodrome d’une histoire naturelle, chimique, pharmaceutique et médicale des cantharides an der Fakultät für Medizin der Universität von Paris promoviert. Im Jahre 1833 wurde er Nachfolger Latreilles als Professor für Entomologie. 1838 wurde Audouin Mitglied der Académie des sciences in Paris.
Audouins wichtigstes Werk Histoire des insectes nuisibles à la vigne wurde nach seinem Tode von den Zoologen Henri Milne Edwards und Charles Émile Blanchard 1842 beendet und veröffentlicht. Die meisten seiner Schriften publizierte Audouin in den Annales des sciences naturelles, die er 1824 zusammen mit dem Botaniker Adolphe Théodore Brongniart und dem Chemiker Jean Baptiste Dumas gegründet hatte. Viele Beiträge erschienen auch in den Annales de la Société entomologique de France, die Audouin 1832 mitbegründet hatte.
Audouin heiratete am 6. Dezember 1827 Mathilde-Charlotte Emilie Brongniart (1808–1882), die jüngste Tochter des Chemikers, Geologen und Zoologen Alexandre Brongniart. Das Paar hatte einen Sohn, Paul Audouin (1835–1920), und eine Tochter, Cécile Audouin (1837–1918).

## Wissenschaftliche Leistungen
Audouin interessierte sich aber auch für andere naturgeschichtliche Teilgebiete, so war er Koautor des Dictionnaire classique d’histoire naturelle (1822–1830) und studierte zusammen mit Henri Milne Edwards die Meeresfauna in den französischen Küstengebieten. Er vervollständigte auch das ornithologische Kapitel des Naturforschers Marie Jules César le Lorgne de Savigny Description de l’Égypte (1826).
Im Jahre 1826 gaben er und Henri Milne-Edwards eine Schrift über die Anatomie und Physiologie der marinen Wirbellosen der nordwestlichen Küsten Frankreichs heraus. Sie veröffentlichten 1827 eine Monographie über das Zirkulationssystem von Krebstieren (siehe auch Hämolymphe), Récherches anatomiques et physiologiques sur la circulation dans les crustacés. Im Jahr 1833 wurde er zum ausländischen Mitglied der Königlich Schwedischen Akademie der Wissenschaften gewählt.
Jean Victor Audouin ist Erstbeschreiber der Conchostraken-Gattung Cyzicus.

## Ehrungen
- Der Zoologe Benjamin Charles Marie Payraudeau benannte 1826 Audouin zu Ehren die Korallenmöwe (engl. Audouin’s gull) (Larus audouinii) nach ihm.[3]
- Microsporum audouinii Gruby, 1843[4], (anthropophiler Fadenpilz, Dermatophyt)
- Eremiaphila audouini Lefebvre, 1835[5], (Fangschrecken) Ägypten
- Audouinella Bory, 1823[6] (eine Gattung der Rotalgen)[7] Bory de Saint-Vincent verwendete aber den Namen Auduinella.
- Audouinia Brongn. 1826 aus der Familie der Bruniaceae.[8][7]

## Schriften (Auswahl)
- Prodrome d’une histoire naturelle, chimique, pharmaceutique, et médicale des cantharides. Paris 1826.
- Recherches anatomiques et physiologiques sur la circulation dans les crustacés. In: Annales des sciences naturelles. Band 11, Paris 1827, S. 283–314, S. 352–393.
- Résumé d’Entomologie, ou d'histoire naturelle des animaux articulés. 2 Bände, Bachelier, Paris 1828–1829 (Band 1, Band 2).
- Mémoires pour servir à l'histoire naturelle des crustacés.  Paris 1829 (Digitalisat) – mit Henri Milne-Edwards
- Recherches pour servir à l'histoire naturelle du littoral de la France. Crochard, Paris 1832–1834 (Digitalisat).
- Histoire naturelle des insectes, traitant de leur organisation et de leurs moeurs en général. Pillot, Paris 1834–1837 (Digitalisat) – mit Gaspard Auguste Brullé
- Les insectes: Avec un atlas. Fortin & Masson, Paris 1836–1849 (Digitalisat) – mit Émile Blanchard, Louis Michel François Doyère und Henri Milne-Edwards.
- Notice sur les recherches d'entomologie agricole. Paris 1838.
- Traité élémentaire d’entomologie. Mairet & Fournier, Paris 1842.
- Histoire des insectes nuisibles à la vigne. Fortin & Masson, Paris 1842 (Digitalisat).

Als Herausgeber
- Dictionnaire classique d’histoire naturelle. Rey, Paris 1822–1830 (Digitalisat).
- Annales des sciences naturelles. Béchet Jeune, Paris 1824–1833 (Digitalisat) – mit Adolphe Brongniart und Jean-Baptiste Dumas.